# (32263) Kusnierkiewicz
(32263) Kusnierkiewicz (2000 OH69) – planetoida z pasa głównego asteroid okrążająca Słońce w ciągu 4,71 lat w średniej odległości 2,81 j.a. Odkryta 31 lipca 2000 roku.